# Zygophylax
Zygophylax är ett släkte av nässeldjur. Zygophylax ingår i familjen Lafoeidae.

## Dottertaxa tillZygophylax, i alfabetisk ordning[1][2]
- Zygophylax abyssicola
- Zygophylax adhaerens
- Zygophylax africana
- Zygophylax antipathes
- Zygophylax arborescens
- Zygophylax armata
- Zygophylax bathyphila
- Zygophylax biarmata
- Zygophylax bifurcata
- Zygophylax binematophoratus
- Zygophylax brevitheca
- Zygophylax brownei
- Zygophylax carolina
- Zygophylax concinna
- Zygophylax convallaria
- Zygophylax crassicaulis
- Zygophylax crassitheca
- Zygophylax crozetensis
- Zygophylax curvitheca
- Zygophylax cyathifera
- Zygophylax echinata
- Zygophylax elegans
- Zygophylax elongata
- Zygophylax flexilis
- Zygophylax geminocarpa
- Zygophylax geniculata
- Zygophylax infundibulum
- Zygophylax junceoides
- Zygophylax kurilensis
- Zygophylax leloupi
- Zygophylax levinseni
- Zygophylax millardae
- Zygophylax pacifica
- Zygophylax parapacificus
- Zygophylax pinnata
- Zygophylax polycarpa
- Zygophylax profunda
- Zygophylax pseudafricanus
- Zygophylax recta
- Zygophylax reflexa
- Zygophylax rigida
- Zygophylax rufa
- Zygophylax sagamiensis
- Zygophylax sibogae
- Zygophylax stechowi
- Zygophylax thyroscyphiformis
- Zygophylax tizardensis
- Zygophylax tottoni
- Zygophylax unilateralis
- Zygophylax valdiviae